# Frank Sturing
Frank Sturing (Nijmegen, 29 mei 1997) is een Nederlands-Canadees voetballer, die bij voorkeur als centrale verdediger uitkomt.

## Clubcarrière

### N.E.C.
Sturing begon met voetballen bij het Nijmeegse Oranje Blauw en speelde vanaf 2007 in de jeugdopleiding van N.E.C. In aanvang van het seizoen 2016/17 werd Sturing door trainer Peter Hyballa bij de eerste selectie gehaald. Door blessures van Robin Buwalda en Mikael Dyrestam mocht Sturing in de uitwedstrijd tegen rivaal Vitesse zijn debuut maken voor N.E.C. Hij werd na 52 minuten bij een 1-0 achterstand gewisseld en werd tactisch vervangen door Mohamed Rayhi. Op 28 mei 2017 degradeerde hij met N.E.C. naar de Eerste divisie. Dat seizoen begon hij als derde keus achter Wojciech Golla en Ted van de Pavert. Door blessureleed van zijn concurrenten speelde hij toch negentien wedstrijden centraal achterin bij N.E.C. Op 5 februari 2018 maakte N.E.C. bekend dat Sturing zijn aflopende contract had verlengd tot de zomer van 2020. Op 2 maart 2018 maakte hij zijn eerste goal voor N.E.C. in de met 2-0 gewonnen uitwedstrijd tegen RKC Waalwijk. In de halve finale van de play-offs om promotie scoorde Sturing in een 4-1 overwinning op FC Emmen, maar door een 4-0 nederlaag in de heenwedstrijd was het niet genoeg om promotie af te dwingen. 
In de zomer van 2018 bracht N.E.C. Rens van Eijden terug naar de club en samen met Josef Kvída was hij dat seizoen het vaste centrale duo. Mede daardoor speelde hij dat seizoen slechts zeven wedstrijden. In het door corona onafgemaakte seizoen 2019/20 kwam hij weer een stuk meer aan spelen toe. Toen negen speelrondes voor het einde van het seizoen de competitie werd stilgelegd had Sturing veertien competitiewedstrijden meegedaan. Die zomer liep zijn contract af. Tot het einde van de transferperiode trainde hij nog mee bij N.E.C. Hij kwam in totaal tot 48 wedstrijden voor N.E.C., waarin hij tweemaal scoorde.

### FC Den Bosch
Begin oktober 2020 sloot Sturing op amateurbasis aan bij FC Den Bosch. Daar werd hij gelijk in de basis gezet in de wedstrijd tegen Helmond Sport op 12 oktober. Hij speelde 18 wedstrijden voor Den Bosch in de Eerste divisie.

### SV Horn
Op 1 september 2021 verbond Sturing zich voor het seizoen 2021/22 aan het Oostenrijkse SV Horn dat uitkomt in de 2. Liga. Hij speelde twee seizoenen voor de Oostenrijkse club en speelde in totaal 44 competitiewedstrijden waarin hij twee doelpunten maakte. In de zomer van 2023 liep zijn contract af. Hij vond die zomer geen nieuwe club. 

### York United FC
Nadat hij een half jaar zonder club zat, vond hij in januari 2024 in het Canadese York United een nieuwe club. Hij tekende een contract voor het seizoen 2024 bij de club die uitkomt in de Canadian Premier League. Op 21 januari 2025 tekende hij een contract voor het seizoen 2025 bij York United.

## Clubstatistieken
| Seizoen                               | Club            | Competitie      | Competitie | Competitie | Beker | Beker | Overig | Overig | Totaal | Totaal |
| Seizoen                               | Club            | Competitie      | Wed.       | Dlp.       | Wed.  | Dlp.  | Wed.   | Dlp.   | Wed.   | Dlp.   |
| ------------------------------------- | --------------- | --------------- | ---------- | ---------- | ----- | ----- | ------ | ------ | ------ | ------ |
| 2016/17                               | N.E.C.          | Eredivisie      | 3          | 0          | 0     | 0     | —      | —      | 3      | 0      |
| 2017/18                               | N.E.C.          | Eerste Divisie  | 19         | 1          | 2     | 0     | 1      | 1      | 22     | 2      |
| 2018/19                               | N.E.C.          | Eerste Divisie  | 7          | 0          | 1     | 0     | —      | —      | 8      | 0      |
| 2019/20                               | N.E.C.          | Eerste Divisie  | 14         | 0          | 1     | 0     | —      | —      | 15     | 0      |
| 2020/21                               | FC Den Bosch    | Eerste Divisie  | 18         | 0          | 1     | 0     | —      | —      | 19     | 0      |
| 2021/22                               | SV Horn         | 2. Liga         | 21         | 2          | 0     | 0     | —      | —      | 21     | 2      |
| 2022/23                               | SV Horn         | 2. Liga         | 23         | 0          | 3     | 0     | —      | —      | 26     | 0      |
| 2024                                  | York United     | Premier League  | 17         | 0          | 1     | 0     | 2      | 0      | 20     | 0      |
| Carrière totaal                       | Carrière totaal | Carrière totaal | 122        | 3          | 9     | 0     | 3      | 1      | 134    | 4      |
| Bijgewerkt tot en met 17 januari 2024 |                 |                 |            |            |       |       |        |        |        |        |

## Internationaal
Sturing doorliep de nationale jeugdelftallen van Nederland onder 18 tot en met 20. In 2019 startte hij een procedure om voor Canada, waar zijn vader vandaan komt, uit te kunnen komen. In februari 2020 werd hij voor het eerst opgenomen in een voorselectie voor het Canadees olympisch elftal. In mei 2020 verkreeg hij tevens een Canadees paspoort. Sturing maakte op 29 maart 2021 zijn debuut voor het Canadees voetbalelftal, in een WK-kwalificatiewedstrijd tegen de Kaaimaneilanden. Hij maakte die dag ook direct zijn eerst doelpunt, het was de 0–1 in een uiteindelijk 0–11 monsteruitslag. Sturing maakte deel uit van de Canadese selectie die op de CONCACAF Gold Cup 2021 de halve finale bereikte. Op het toernooi kwam hij echter niet in actie.
| Jeugdinterlands van Frank Sturing | Jeugdinterlands van Frank Sturing | Jeugdinterlands van Frank Sturing | Jeugdinterlands van Frank Sturing | Jeugdinterlands van Frank Sturing | Jeugdinterlands van Frank Sturing |
| Datum                             | Wedstrijd                         | Uitslag                           | Soort Wedstrijd                   | Doelpunten                        |                                   |
| Als speler bij N.E.C.             | Als speler bij N.E.C.             | Als speler bij N.E.C.             | Als speler bij N.E.C.             | Als speler bij N.E.C.             | Als speler bij N.E.C.             |
| Oranje onder 18                   | Oranje onder 18                   | Oranje onder 18                   | Oranje onder 18                   | Oranje onder 18                   | Oranje onder 18                   |
| --------------------------------- | --------------------------------- | --------------------------------- | --------------------------------- | --------------------------------- | --------------------------------- |
| 13 november 2014                  | Duitsland – Nederland             | 4 – 0                             | Vriendschappelijk                 |                                   |                                   |
| 15 november 2014                  | Turkije – Nederland               | 1 – 1                             | Vriendschappelijk                 |                                   |                                   |
| 17 november 2014                  | Tsjechië – Nederland              | 0 – 1                             | Vriendschappelijk                 |                                   |                                   |
| Oranje onder 19                   |                                   |                                   |                                   |                                   |                                   |
| 3 september 2015                  | Italië – Nederland                | 0 – 0                             | Vriendschappelijk                 |                                   |                                   |
| Oranje onder 20                   |                                   |                                   |                                   |                                   |                                   |
| 1 september 2016                  | Nederland – Tsjechië              | 4 – 1                             | Vriendschappelijk                 |                                   |                                   |